# Masi Oka
Masayori „Masi” Oka (jap. 岡政偉 Oka Masayori; ur. 27 grudnia 1974 w Tokio) – japońsko-amerykański aktor nominowany do Złotego Globu oraz specjalista od efektów specjalnych w wytwórni George'a Lucasa.
Tworzył efekty do takich filmów jak Piraci z Karaibów, Gwiezdne wojny, Terminator 3: Bunt maszyn, czy Hulk. Grał w wielu filmach i serialach. Wystąpił między innymi jako Hiro Nakamura w serialu Herosi oraz w serialu Hawaii Five-0 jako doktor Max Bergman. Mieszka w Kalifornii.

## Filmografia
- Dharma i Greg (Dharma & Greg, 1997-2002) jako Nien-Jen (gościnnie)
- Kochane kłopoty (Gilmore Girls, 2000-2007) jako Student filozofii (gościnnie)
- Hoży doktorzy (Scrubs, 2001) jako Franklyn (gościnnie)
- Austin Powers i Złoty Członek (Austin Powers in Goldmember, 2002) jako Japoński pieszy
- Reno 911! (Reno 911, 2003) jako Tłumacz (gościnnie)
- All of Us (2003) jako Edwin (gościnnie)
- Nadchodzi Polly (Along Came Polly, 2004) jako Wonsuk
- Herosi (Heroes, 2006-2010) jako Hiro Nakamura
- Balls of Fury (2007) jako Jeff
- Dorwać Smarta (Get Smart, 2008) jako Bruce
- Hawaii Five-0 (2010-2017) jako doktor Max Bergman
- Friends with Benefits (2011) jako Darin Arturo Morena
- Jobs (2013) jako Ken Tanaka
- Heroes: Odrodzenie (2015) jako Hiro Nakamura
- Meg (2018) jako  Toshi